# Pazarköy, Mengen
Pazarköy là một thị trấn thuộc huyện Mengen, tỉnh Bolu, Thổ Nhĩ Kỳ. Dân số thời điểm năm 2010 là 1.074 người.